# (8743) Kèneke
(8743) Kèneke est un astéroïde de la ceinture principale, et plus spécifiquement du groupe de Hilda.

## Description
(8743) Kèneke est un astéroïde du groupe de Hilda. Il présente une orbite caractérisée par un demi-grand axe de 3,94 UA, une excentricité de 0,16 et une inclinaison de 16,7° par rapport à l'écliptique.

## Compléments